# Fred Hetzel
Fred B. Hetzel (Washington D.C., 21 juli 1942) is een Amerikaans voormalig basketballer.

## Carrière
Hetzel speelde collegebasketbal voor de Davidson Wildcats van 1962 tot 1965. Hij won met de Amerikaanse ploeg in 1965 de gouden medaille op de Universiade. Hij werd in 1965 als eerste gekozen in de NBA draft. Hij speelde tot 1968 voor de Warriors en werd in zijn eerste seizoen verkozen tot NBA All-Rookie First Team. In 1968 werd hij door de Milwaukee Bucks gekozen in de NBA expansion draft 1968. In januari 1969 werd hij voor Zaid Abdul-Aziz geruild naar de Cincinnati Royals.
In oktober 1969 werd hij geruild naar de Philadelphia 76ers voor Craig Raymond. Hij werd door de Portland Trail Blazers gekozen in de NBA expansion draft 1970 maar vertrok nog voor de start van het seizoen naar de Los Angeles Lakers waar hij zijn laatste seizoen speelde.

## Erelijst
- Universiade: 1965
- NBA All-Rookie First Team

## Statistieken

### Regulier seizoen
| Seizoen  | Team                   | WG  | WS | MPW  | 2P%  | 3P% | FW%  | RPW | APW | SPW | BPW | PPW  |
| -------- | ---------------------- | --- | -- | ---- | ---- | --- | ---- | --- | --- | --- | --- | ---- |
| 1965/66  | San Francisco Warriors | 56  | –  | 12,9 | 39,9 | –   | 68,5 | 5,2 | 0,5 | –   | –   | 6,8  |
| 1966/67  | San Francisco Warriors | 77  | –  | 27,6 | 40,0 | –   | 81,0 | 8,3 | 1,4 | –   | –   | 12,2 |
| 1967/68  | San Francisco Warriors | 77  | –  | 31,1 | 41,4 | –   | 83,3 | 7,1 | 1,7 | –   | –   | 19,0 |
| 1968/69  | Milwaukee Bucks        | 53  | –  | 30,0 | 41,6 | –   | 83,7 | 8,9 | 1,6 | –   | –   | 15,9 |
| 1968/69  | Cincinnati Royals      | 31  | –  | 22,1 | 48,8 | –   | 83,8 | 4,5 | 0,9 | –   | –   | 11,9 |
| 1969/70  | Philadelphia 76ers     | 63  | –  | 12,0 | 48,3 | –   | 83,5 | 3,3 | 0,7 | –   | –   | 6,1  |
| 1970/71  | Los Angeles Lakers     | 59  | –  | 10,4 | 43,4 | –   | 77,9 | 2,5 | 0,6 | –   | –   | 4,8  |
| Carrière | Carrière               | 416 | –  | 21,4 | 42,1 | –   | 81,7 | 5,9 | 1,1 | –   | –   | 11,2 |

### Play-offs
| Seizoen  | Team                   | WG | WS | MPW  | 2P%  | 3P% | FW%   | RPW | APW | SPW | BPW | PPW  |
| -------- | ---------------------- | -- | -- | ---- | ---- | --- | ----- | --- | --- | --- | --- | ---- |
| 1966/67  | San Francisco Warriors | 13 | –  | 23,7 | 38,3 | –   | 78,6  | 7,2 | 1,8 | –   | –   | 9,5  |
| 1967/68  | San Francisco Warriors | 10 | –  | 32,1 | 46,0 | –   | 82,0  | 6,6 | 1,6 | –   | –   | 18,8 |
| 1969/70  | Philadelphia 76ers     | 5  | –  | 15,0 | 52,0 | –   | 81,8  | 3,6 | 0,6 | –   | –   | 7,0  |
| 1970/71  | Los Angeles Lakers     | 7  | –  | 5,4  | 33,3 | –   | 100,0 | 1,0 | 0,3 | –   | –   | 1,7  |
| Carrière | Carrière               | 35 | –  | 21,2 | 42,7 | –   | 81,4  | 5,3 | 1,3 | –   | –   | 10,3 |